# Altes Rathaus (Creußen)

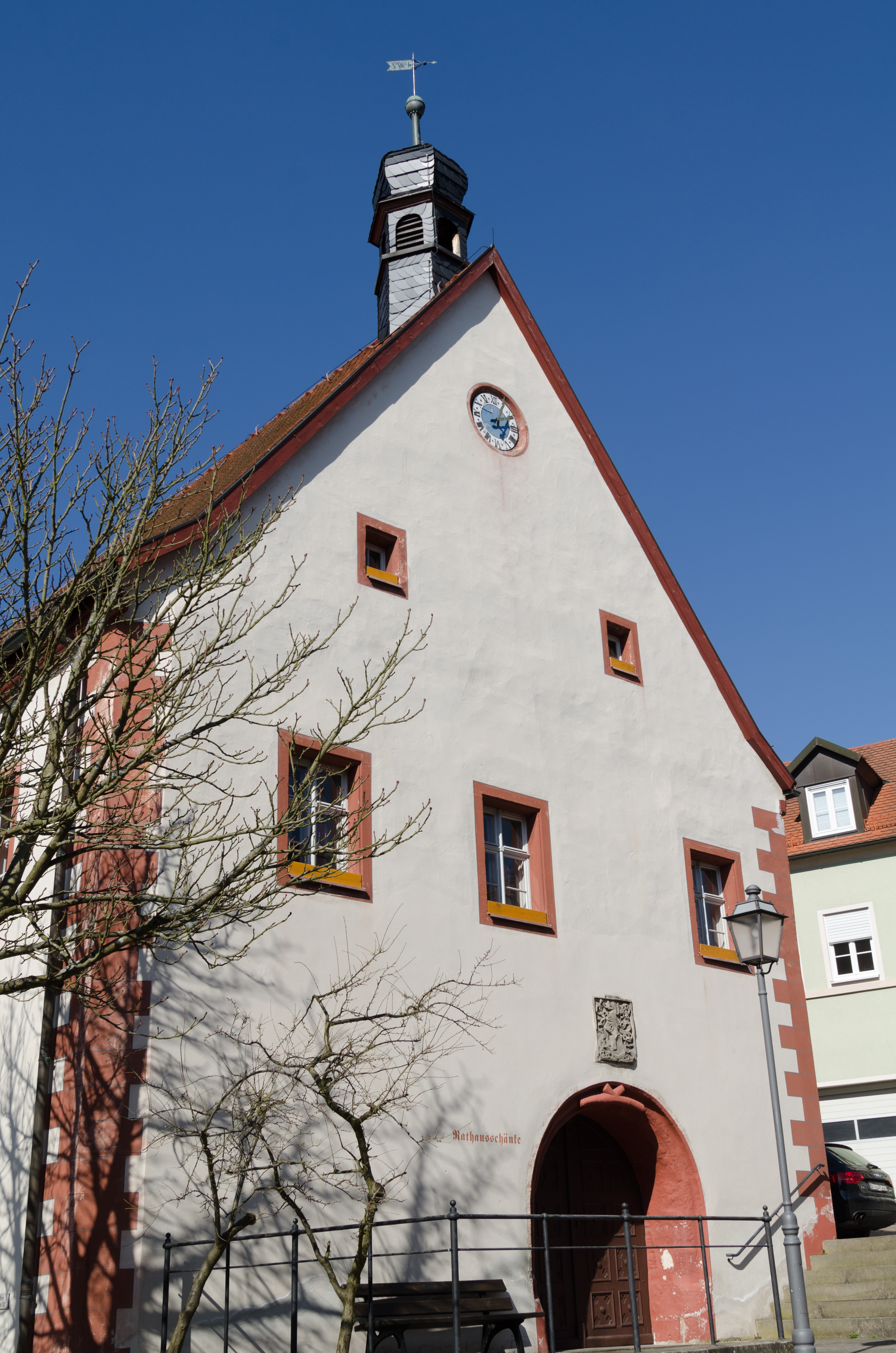
Altes Rathaus in Creußen

Das Alte Rathaus in Creußen, einer Stadt im oberfränkischen Landkreis Bayreuth in Bayern, wurde um 1470 errichtet und nach dem Dreißigjährigen Krieg von 1652 bis 1679 wiederhergestellt. Das Rathaus mit der Adresse Am Alten Rathaus 6 ist ein geschütztes Baudenkmal.
Der zweigeschossige Satteldachbau mit aufgemalter Eckquaderung wird von einem Dachreiter mit Haube und Wetterfahne bekrönt. Im Giebeldreieck ist eine Uhr angebracht. Über dem spätgotischen Rundbogenportal an der Südseite ist ein Wappen zu sehen. Die Fleisch- und Brotbänke an der östlichen Traufseite sind erhalten.
Im Inneren ist ein historischer Sitzungssaal und ein Trauungsraum erhalten.